# Мадяр Стефан-Арпад Йосипович
Стефан-Арпад Йосипович Мадяр (нар. 24 серпня 1951, Чоп) — український художник і науковець. Докторант кафедри кольородинаміки Будапештського політеху, член Всесвітньої асоціації кольорознавців, видавець та автор теорії «Біоколор», в якій він розвиває ідеї свого вчителя Флоріана Юр'єва.

## Біографія
Учений-колорист і видавець Стефан Мадяр оформив понад 100 книг і неодноразово його роботи були відзначені на зарубіжних та вітчизняних виставках.
Найбільшою його заслугою вважають створення теорії «Біоколор», покликану знайти «золотий ключик» до душевного стану людини, «увійти» до її психологічної структури, скорегувати гармонійну основу.
Як докторант кафедри колородинаміки Будапештського політеху Стефан Мадяр зустрічався із Максом Люшером, який одобрив його теорію.